# Kölpinsee (Pojezierze Meklemburskie)
Kölpinsee – niemieckie jezioro położone w kraju związkowym Meklemburgia-Pomorze Przednie, w powiecie Mecklenburgische Seenplatte. Jest jednym z trzech niemieckich jezior o tej nazwie.
Jest czwartym co do wielkości jeziorem Pojezierza Meklemburskiego (po Müritz, Schweriner See i Plauer See). Leży na szlaku wodnym rzeki Elde (Müritz - Elde - Wasserstraße) i połączone jest żeglownymi kanałami z sąsiednimi jeziorami. Leży na głównym szlaku Wielkich Jezior Meklemburskich, ale ukształtowanie terenu (szerokie płycizny przy brzegach, kamieniste dno i podmokłe brzegi) nie sprzyjało osadniictwu. Nad brzegami Kölpinsee nie ma ani jednej miejscowości, całe jezioro otoczone jest lasami (stanowiącymi zazwyczaj rezerwaty), Dlatego nie ma też nad jeziorem portów, choć jest na nim spory ruch jachtów i statków pasażerskich.
Na północnej części jeziora leży półwysep Damerower Werder, stanowiący duży rezerwat żubrów. 

## Hydronimia
Nazwa jeziora ma pochodzenie słowiańskie, od połabskiego *kolp „łabędź”, polska nazwa to jezioro Kiełpin.